# FC 09 Olympia Lampertheim
Le FC 09 Olympia Lampertheim est un club allemand de football localisé à Lampertheim, à proximité de Mannheim, dans la Hesse.

## Histoire (football)
Le club fut fondé le 17 octobre 1909. Deux ans plus tard, il s’affilia à la  Verband Süddeutscher Fußball-Vereine (VSFV).
Dès sa première saison, le FC Olympia Lampertheim fut champion en C-Klasse puis en B-Klasse lors de sa deuxième année. Il joua alors en A-Klasse de la "Mittelrheingau" (une ligue au 2e rang hiérarchique à l’époque).
Après la Première Guerre mondiale, le cercle fut champion de sa série de Bezirksliga en 1924. Le club s’établit au 2e niveau jusqu’au second conflit mondial.
En 1945, le club fut dissous par les Alliés, comme tous les clubs et associations allemands (voir Directive n°23). La Sportgemeinschaft Lampertheim ou SG Lampertheim fut alors constituée par les membres de plusieurs clubs locaux dont le FC Olympia. En 1946, le cercle redevint indépendant.
Se montrant brillant dans les séries de Kreisliga et de Bezirksliga, le FC Olympia Lampertheim accéda à la Landesliga Hessen, une ligue directement inférieure à l’Obzerliga Süd. Le club remporta la Hessen Pokal en 1948 en battant  Hessen Kassel (3-2) en finale. 
En 1949, le club échoua lors du tour final contre le VfB Friedberg. L’année suivante, le club échoua encore. Il ne fit pas mieux en 1950 dans tour final qui permettait alors d’obtenir une accession vers la 2. Oberliga Süd, une ligue créée au 2e niveau.
Le cercle fut alors reversé dans la nouvelle 1. Amateurliga Hessen. Pour la première journée de cette ligue, 5 000 spectateurs vinrent assister à la rencontre entre le FC Olympia et le Rot-Weiss Frankfurt avec une victoire (2-0) à la clé. Après une impressionnante série de victoires, le FC Olympia Lampertheim fut champion et prit de nouveau part au tour final pour la montée en 2. Oberliga Süd. Le cercle finit 4e sur 4 et loupa de nouveau la montée. L’année suivante, le cercle conquit encore le titre mais le tour final ne déboucha toujours pas sur la promotion espérée. En 1952, le cercle connut un troisième échec en se classant de nouveau dernier (5e) du tour final.
En 1956, le FC Olympia descendit en 2. Amateurliga Hessen. Neuf ans plus tard, le cercle loupa la qualification pour la Hessenliga, une ligue instaurée au 3e niveau.
Le club évolua au niveau 4 pendant plusieurs saisons, puis à l’entrée des années 1980, il recula en Bezirksliga puis en Kreisliga A. En 1983, Olympia Lampertheim entama une remontée qui le ramena en Landesliga Hessen en 1984. Mais le club ne parvint pas à s’établir durablement.
À la fin de la décennie ‘80, le FC Olympia avait rechuté en Kreisliga A. Par la suite, il ne s’approcha plus des plus hautes séries régionales.
En 2010-2011, le FC 09 Olympia Lampertheim évolue en Kreisliga B Hessen, Groupe Bergstrasse, soit au 11e niveau de la hiérarchie de la DFB. Le cercle lutte en fond de classement et ne semble pas pouvoir éviter une relégation vers la Kreisliga C (niveau 12).